# Usonia
Usonia è un termine coniato all'inizio del ventesimo secolo negli Stati Uniti per indicare gli USA stessi. Viene usato oggi per identificare, nell'opera dell'architetto Frank Lloyd Wright, il periodo che va dal 1932 alla seconda guerra mondiale.

## L'ideologia
Usonia non è altro che una storpiatura di Usona, acronimo di "United States of North America" e fu attribuito da Wright a Samuel Butler, anche se in realtà era già stato coniato nel 1903 da James Duff Law, uno scrittore statunitense, al fine di trovare un aggettivo che il popolo statunitense potesse attribuirsi alternativo al generico "americani", "usoniani" appunto (usonian).
Wright si appropriò del termine per poter descrivere quella che nei suoi progetti doveva definirsi come un'architettura specificatamente statunitense, basata sul modello di vita nordamericano e inserita nel paesaggio naturale degli Stati Uniti. In particolare, l'architetto fu impegnato, nel periodo storico della grande depressione, oltre che nella direzione della Taliesin Fellowship – un programma di specializzazione in architettura – e in un paio di grossi progetti privati (tra cui la celeberrima Casa Kaufmann), nello studio di Broadacre City e nella realizzazione di molte case isolate destinate però non a famiglie facoltose, bensì di medie disponibilità.

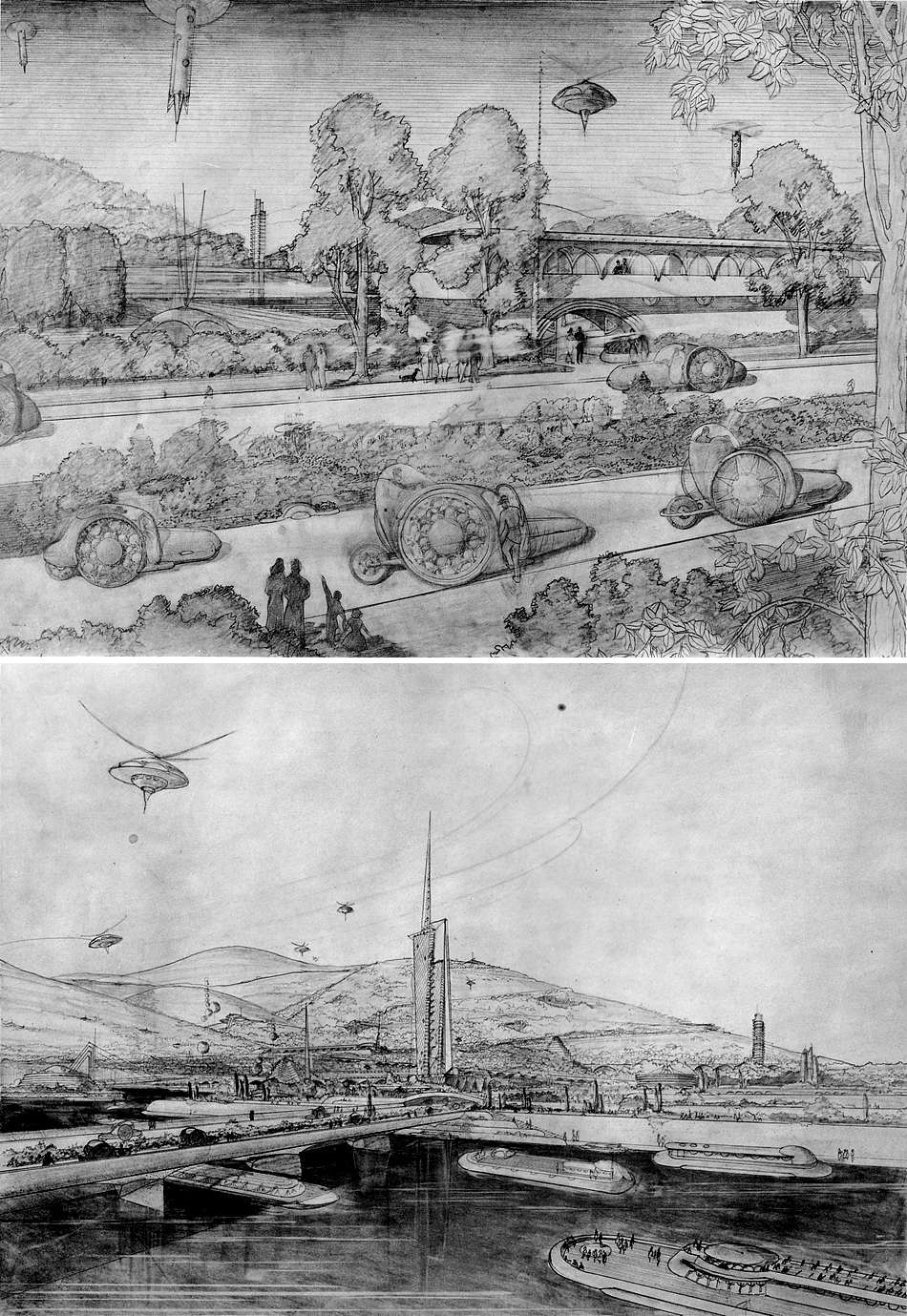
Schizzi di Wright per il progetto di Broadacre City

## Broadacre City
Frank Lloyd Wright aveva fondato nel 1932 la Taliesin Fellowship, ma, siccome le commissioni furono in quel periodo scarse, richiese agli studenti di assisterlo nel progetto di una città usoniana.
Wright aveva scritto in quell'anno il saggio The Desappearing City nel quale esprimeva le sue idee in fatto di urbanistica. Egli riteneva utile decentrare le funzioni delle città sovraffollate in nuovi centri di campagna e progettò Broadacre City come una città distesa a bassa densità abitativa. Ogni lotto abitativo comprendeva un terreno di almeno un acro (4 000 m2) di superficie in modo tale che i cittadini potessero isolarsi nel verde o investire il proprio tempo nell'agricoltura; campagna e città erano mescolati. Wright presentò il modello della città nel 1935, si trattava di un plastico realizzato dagli studenti della Taliesin Fellowship grande 3,7 m · 3,7 m; la città aveva una pianta quadrata di 10 km per lato.
Il periodo di stasi delle commissioni durò per Wright fino al 1935, nei dieci anni seguenti fu impegnato nella realizzazione della casa sulla cascata per Edgar J. Kaufmann e del centro direzionale della S.C. Johnson & Son, oltre che di decine di case unifamiliari a budget decisamente più basso.

## Le case usoniane

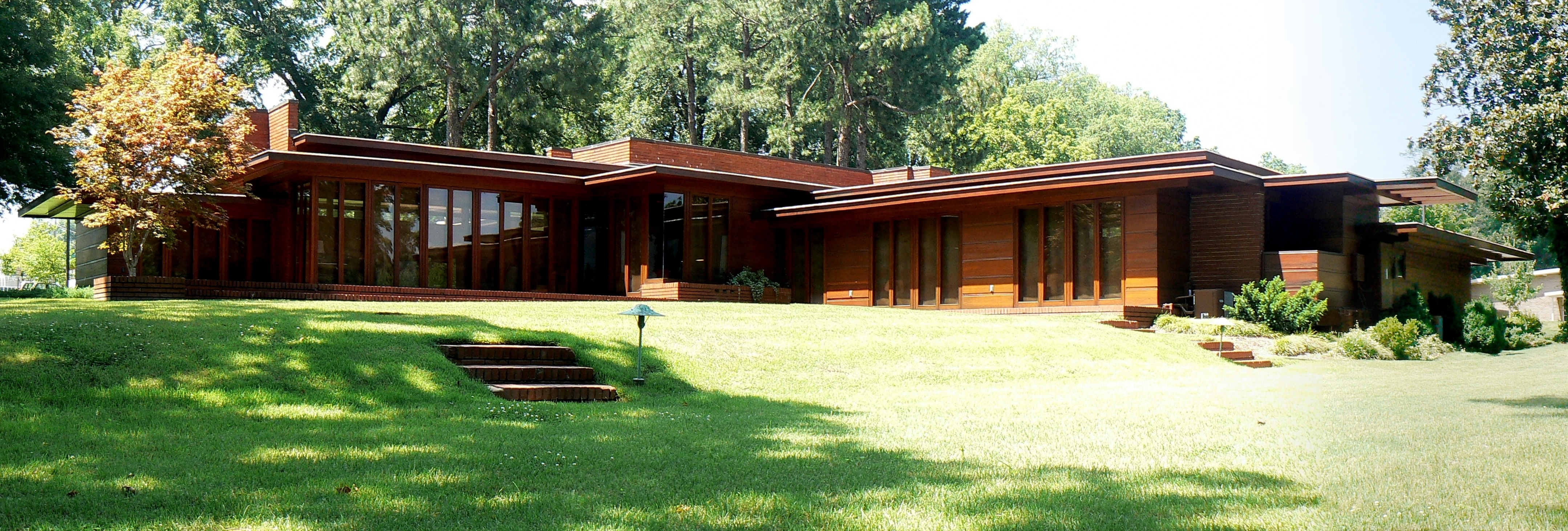
Casa Rosenbaum vista dal giardino

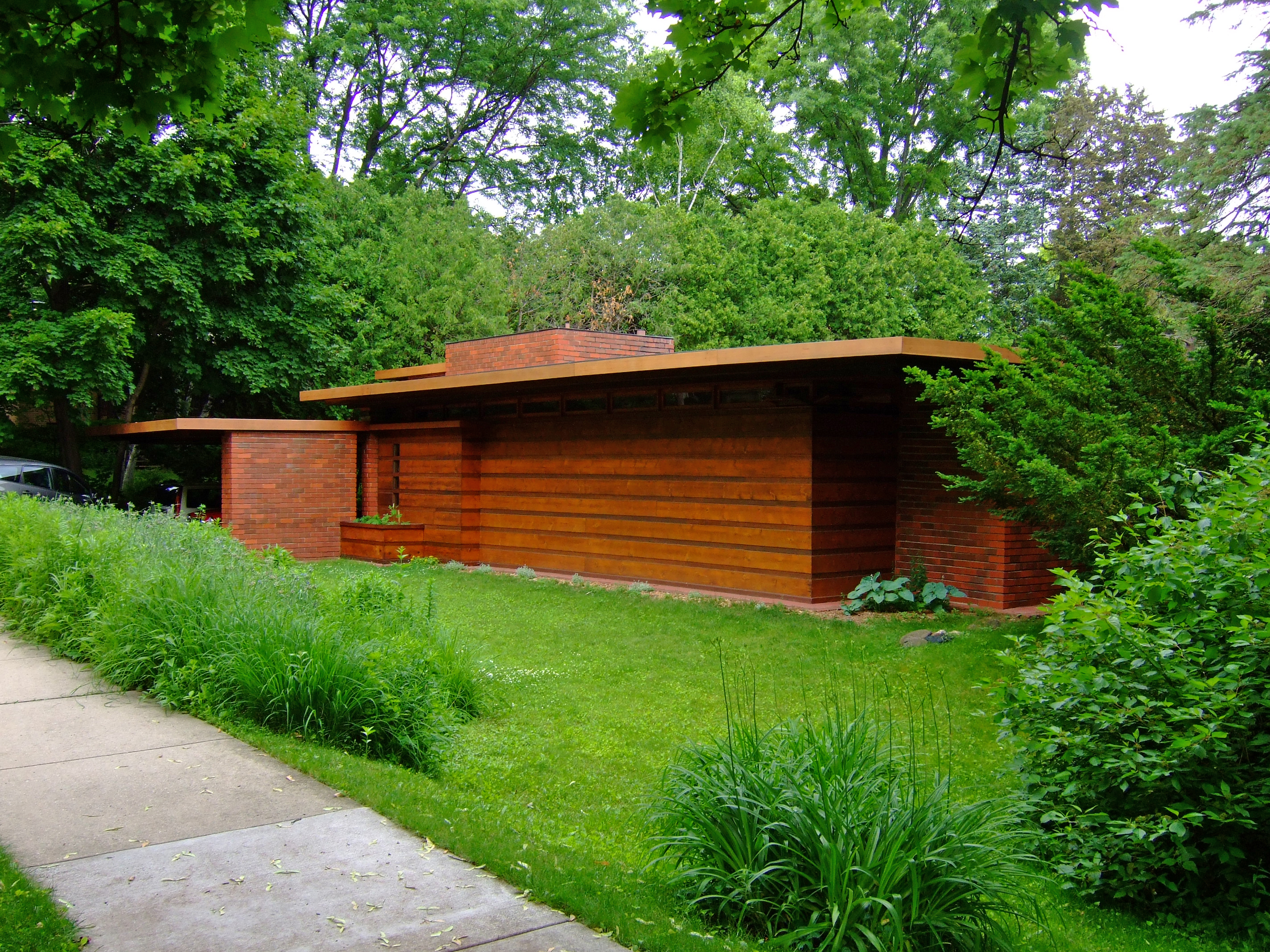
Vista frontale di Casa Jacobs

Contemporaneamente al progetto di Broadacre City, Wright iniziò a sviluppare un modello architettonico che gli permettesse di avvicinarsi al nuovo tipo di richiesta che stava emergendo durante il periodo di crisi economica: modificò l'impianto dei suoi progetti in modo da semplificarlo e iniziò a unire gli ambienti della cucina e della sala da pranzo, leggendo così anche l'evoluzione della sensibilità della società. Grazie a un approccio più pragmatico, che rifiutava decorazioni inutili e spese necessarie a sole esigenze estetiche, e a progetti semplici redatti con attenzione alla praticità di messa in opera, Wright ottenne di ridurre le spese necessarie all'edificazione delle residenze.
Le case usoniane hanno pianta solitamente a L; trovando in genere posto in appezzamenti modesti poterono quindi essere sistemate su uno degli angoli anziché al centro, abbracciando il giardino. Sono alte un piano e prive di costosi scantinati, se non piccoli vani adatti ad accogliere poco più che la caldaia. Da esse scomparirono i tetti in evidenza delle precedenti realizzazioni di Wright appartenenti alla scuola della prateria, sostituiti da coperture principalmente piane per evitare che fosse necessaria la messa in opera di capriate. Allo stesso modo Wright rinnegò le stilobate che connettevano a terra gran parte dei suoi precedenti progetti, appoggiando le pareti direttamente al terreno. Il riscaldamento fu affidato a una serpentina installata nel massetto sottostante la pavimentazione e l'illuminazione fu progettata per ridurre al minimo possibile l'impianto elettrico.
I materiali più usati sono il legno, il laterizio e il vetro, oltre che cemento e carta; per un maggiore risparmio le pareti di legno furono lasciate al naturale e non fu utilizzato intonaco. Eliminate poi le modanature interne, i diversi tipi di decorazioni furono incorporati nei pannelli di legno prefabbricati. Gli armadi furono in gran parte inseriti nelle pareti e il resto dell'arredamento, in compensato, poteva essere fatto realizzare ai clienti stessi, se non all'impresario o perfino agli apprendisti dell'architetto, che sovrintendevano alla costruzione. Essendo il sistema di costruzione che aveva messo a punto piuttosto preciso, Wright decise di preparare un "modulo dei particolari standard" da usare per tutte le case usoniane: in questa maniera, utilizzando gli stessi particolari per tutti i suoi lavori, non fu costretto a ripeterne ogni volta la progettazione e la rappresentazione.
Il primo edificio di questo tipo, casa Jacobs, fu costruita nel 1937 e prevedeva un budget di soli 5 000 $ più un onorario di 500 $ per l'architetto. Pur attenendosi a un modello semplice, Wright variò i suoi successivi progetti utilizzando di volta in volta tutti i soldi che gli furono messi a disposizione. Fino al 1954, furono realizzate in totale 58 case usoniane in diversi Stati degli USA.